# Гавриил (архимандрит Андроникова монастыря)
Гавриил (ум. 13 августа 1848) — священнослужитель Русской православной церкви, архимандрит Московского Спасо-Андроникова монастыря.

## Биография
Родился в семье угличского священника, дошел в Ярославской духовной семинарии до риторики и 25 июня 1813 года был пострижен в монашество Толгском монастыре и потом назначен казначеем этого монастыря; 27 июля 1813 года Гавриил был посвящен в иеродиакона, а 6 января 1814 года в иеромонаха.
Затем Гавриил последовательно занимал должность казначея в Ростовском Богоявленском монастыре и эконома в Архиерейском доме в городе Ярославле (со строительством в Ростовском Троице-Сергиевом Варницком монастыре) и на Ярославском подворье в Санкт-Петербурге. 

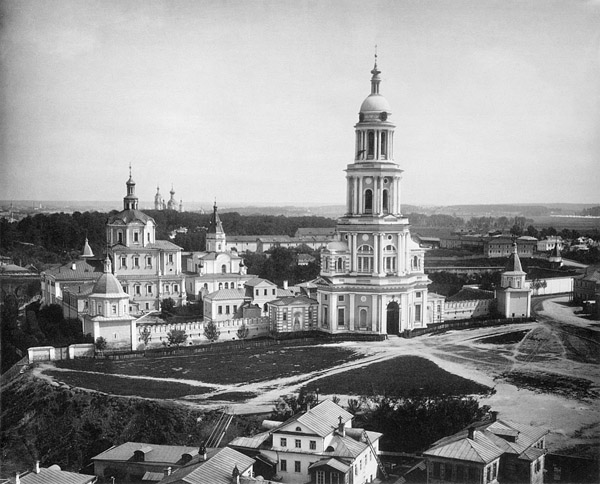
Андроников монастырь
(фото Николая Найдёнова, 1883 год)

С декабря 1820 года эконом архиепископа Ярославского Филарета. 21 июня 1821 года он получил должность эконома на Санкт-Петербургском Троицком подворье Московского митрополита, а 12 ноября 1823 года был назначен наместником Московского Чудова монастыря и 14 мая 1824 года был возведен в сан игумена.
4 марта 1825 года Гавриил был назначен архимандритом Московского Знаменского монастыря и сохранил до 20 апреля 1826 года должность наместника Чудовского. Освобожденный «по хозяйственным обстоятельствам Знаменского монастыря» от должности Чудовского наместника, Гавриил 18 марта 1830 года был переведен в Высоко-Петровский монастырь, а 15 сентября 1845 года в Спасо-Андроников монастырь.
Гавриил умер от холеры 13 августа 1848 года и был погребен в приделе Успения, в углу паперти Спасского собора Андроникова монастыря.
Не получив широкого образования, Гавриил был исполнительным подчиненным и образцовым хозяином монастыря. Помимо собственно монастырских дел он по поручению начальства принимал деятельное участие в разных епархиальных комиссиях и комитетах. В Высоко-Петровском монастыре он построил корпус на углу Петровки и бульвара и успел уплатить лежавший на монастыре долг в 20 тысяч рублей (огромная по тем временам сумма). За такую «успешно произведенную операцию к пользе обители» Гавриил 12 апреля 1844 года был награжден орденом Святого Владимира 3-й степени. «В отце Гаврииле, — писал митрополит московский Филарет, — понес я большую потерю. Человек был кроткий, послушный, деятельный, верный».